# Dicranoctetes
Dicranoctetes is een geslacht van vlinders van de familie grasmineermotten (Elachistidae).

## Soorten
- D. brachyelytrifoliella (Clemens, 1864)
- D. saccharella (Busck, 1934)